# Грембоцице (станция)
Грембоцице (пол. Grębocice) — пассажирская и грузовая железнодорожная станция в селе Грембоцице в гмине Грембоцице, в Нижнесилезском воеводстве Польши. Имеет 2 платформы и 2 пути.
Станция на железнодорожной линии Вроцлав-Главный — Щецин-Главный, построена в 1871 году, когда эта территория была в составе Германской империи.